# Good Times
Pour les articles homonymes, voir Good Times (homonymie).
Singles de Chic
I Want Your Love
(1978) My Forbidden Lover
(1979)
Good Times est une chanson du groupe Chic composée et produite par Nile Rodgers et Bernard Edwards, parue sur leur troisième album Risqué. Elle est sortie en tant que premier single de l'album le 4 juin 1979. La chanson disco et funk est devenue l'une des plus échantillonnées de l'histoire de la musique, notamment dans la musique hip hop.
Au mois d'août 1979, le titre devient le deuxième No 1 du groupe après Le Freak, à la fois dans le classement du Billboard Hot 100 et dans le classement Hot R&B/Hip-Hop Songs. La chanson est classée no 68 dans la liste des « 500 plus grandes chansons de tous les temps » du Rolling Stone de 2021. Elle est également incluse dans la sélection des 660 « chansons qui ont façonné le rock 'n' roll » du Rock and Roll Hall of Fame.

## Paroles et composition
Les paroles incluent une référence à la chanson Happy Days Are Here Again de Milton Ager. Good Times contient également des lignes basées sur des paroles figurant dans About a Quarter to Nine rendu célèbre par Al Jolson. Nile Rodgers a déclaré que ces paroles de chansons sorties pendant la Grande Dépression étaient utilisées comme un moyen caché de commenter les conditions économiques alors en vigueur aux États-Unis.
Dans une entrevue de 2015, Nile Rodgers a déclaré que Good Times était en partie inspiré par la chanson de 1974 de Kool and the Gang Hollywood Swinging.

## Réception

### Accueil commercial
Aux États-Unis, la chanson a atteint le numéro un le 18 août 1979 avant d'être évincée par le titre My Sharona de The Knack la semaine suivante. Ensemble avec les chansons My Forbidden Lover et My Feet Keep Dancing, Good Times a atteint la troisième place du classement disco. Il se serait vendu à plus de 5 millions d'exemplaires, ce qui en fait, à l'époque, le simple 45 tours le plus vendu de l'histoire d'Atlantic Records.

### Accueil critique
Le magazine Billboard a nommé Good Times le single soul numéro un de 1979. Cash Box a fait l'éloge de « l'excellente production » et des « voix féminines brillantes et insolentes ».

## Postérité

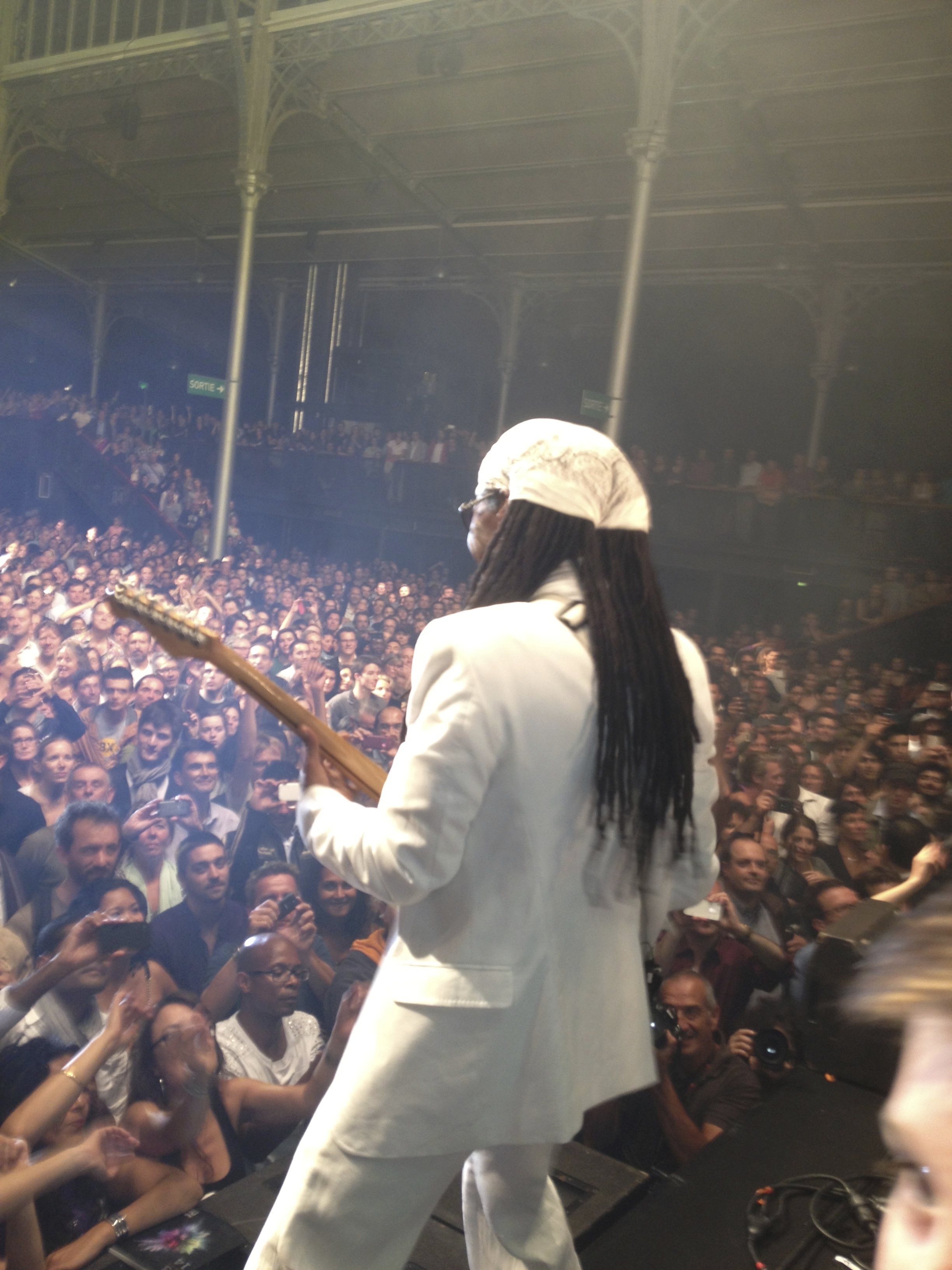
Nile Rodgers sur scène interprétant Good Times, le 10 septembre 2013 à Paris.

Magnifié par une fameuse ligne de basse de Bernard Edwards qui est en fait sa véritable « signature », Good Times est devenu un des titres les plus samplés de l'industrie musicale, particulièrement dans le rap et le hip-hop. Dès 1979, le groupe Sugarhill Gang l'utilise pour enregistrer le premier rap de l'histoire à rencontrer un succès commercial international, Rapper's Delight, et Queen s'en inspire largement pour son tube Another One Bites the Dust, tout comme en 1982 Captain Sensible pour sa chanson Wot, qui rencontre aussi un grand succès, et qui est lui-même imité en 2008 par The Ting Tings dans Shut Up and Let Me Go.
En tournée, dans les années 2010, Good Times est toujours joué en dernier morceau par Nile Rodgers & Chic et donne l'occasion au groupe d'inviter le public sur scène, les concerts se terminant avec des dizaines de personnes dansant au son de la chanson au milieu des musiciens.

## Liste des titres
Toutes les chansons sont écrites et composées par Bernard Edwards et Nile Rodgers.
| A. | Good Times          | 3:42 |
| B. | A Warm Summer Night | 6:08 |

| A. | Good Times          | 8:13 |
| B. | A Warm Summer Night | 6:08 |

## Crédits

### Musiciens
Chic
- Nile Rodgers – guitare, arrangement des cordes
- Bernard Edwards – guitare basse, arrangement des cordes
- Robert Sabino – piano acoustique
- Raymond Jones – piano électrique Fender Rhodes
- Tony Thompson – batterie
- Alfa Anderson et Luci Martin : chant

Musiciens additionnels
- Harold Wheeler – arrangement des cordes
- Andy Schwartz – claviers
- Cheryl Hong – cordes
- Fonzi Thornton – chœurs
- Karen Karlsrud – chœurs
- Karen Milne – cordes
- Michele Cobbs – chœurs
- Sammy Figueroa – percussions
- Ullanda McCullough – chœurs
- Valerie Haywood – cordes

### Production
- Bernard Edwards, Nile Rodgers – production
- Bob Clearmountain – ingénieur du son
- Dennis King – masterisation

## Classements et certifications
| Classement (1979)                      | Meilleure position |
| -------------------------------------- | ------------------ |
| Afrique du Sud (Springbok Top 20)      | 8                  |
| Allemagne de l'Ouest (Media Control)   | 36                 |
| Australie (Kent Music Report)          | 48                 |
| Belgique (Flandre Ultratop 50 Singles) | 18                 |
| Belgique (BRT Top 30)                  | 15                 |
| Canada (RPM Top Singles)               | 2                  |
| Canada (RPM Top Disco Singles)         | 1                  |
| Espagne (El Gran Musical)              | 10                 |
| États-Unis (Hot 100)                   | 1                  |
| États-Unis (Adult Contemporary)        | 28                 |
| États-Unis (Hot Soul Singles)          | 1                  |
| États-Unis (National Disco Action)     | 3                  |
| États-Unis (Cash Box Top 100)          | 1                  |
| France (IFOP)                          | 18                 |
| Irlande (IRMA)                         | 21                 |
| Italie (Musica e dischi)               | 2                  |
| Nouvelle-Zélande (RMNZ)                | 8                  |
| Pays-Bas (Nederlandse Top 40)          | 17                 |
| Pays-Bas (Nationale Hitparade)         | 22                 |
| Rhodésie (Lyons Maid Hits of the Week) | 9                  |
| Royaume-Uni (UK Singles Chart)         | 5                  |
| Suède (Sverigetopplistan)              | 16                 |

| Classement (2013) | Meilleure position |
| ----------------- | ------------------ |
| France (SNEP)     | 107                |

| Classement (1979)              | Position |
| ------------------------------ | -------- |
| Canada (RPM Top Singles)       | 40       |
| États-Unis (Hot 100)           | 20       |
| États-Unis (Hot Soul Singles)  | 1        |
| États-Unis (Cash Box)          | 12       |
| Royaume-Uni (UK Singles Chart) | 71       |

| Pays | Certification | Ventes certifiées |
| --- | ------------- | ----------------- |
| États-Unis (RIAA)                                                                                                | Or            | 1 000 000^        |
| Royaume-Uni (BPI)                                                                                                | Argent        | 200 000‡          |
| ^Mise en rayon selon la certification xNon précisé par la certification ‡ventes/streaming selon la certification |               |                   |

## Échantillonnage
Le morceau d'accompagnement de Good Times a notamment été recréé dans le single de 1979, Rapper's Delight du Sugarhill Gang, morceau clé dans le développement du hip-hop. Nile Rodgers et Bernard Edwards les ont menacé de poursuites judiciaires concernant le droit d'auteur, ce qui a abouti à un règlement et les a crédités en tant que co-auteurs. Nile Rodgers a admis qu'il était à l'origine contrarié par la chanson, mais la déclarerait plus tard comme « l'une de ses chansons préférées de tous les temps » et « sa préférée de toutes les pistes qui ont échantillonné Chic » – la chanson utilisait des échantillons des cordes, et une interpolation de la ligne de basse. Il a également déclaré que « aussi innovant et important que Good Times était, Rapper's Delight l'était tout autant, sinon plus ». Traditionnellement, les performances en public de Chic de Good Times incorporent une partie de Rapper's Delight.
D'autres chansons significativement influencées par Good Times incluent Bounce, Rock, Skate, Roll de Vaughan Mason & Crew, Another One Bites the Dust de Queen, In the Good Times de Defunkt, Rapture de Blondie, This Is Radio Clash de The Clash, Need You Tonight de INXS.
Good Times est l'une des chansons les plus samplées de l'histoire de la musique, notamment dans le domaine du hip-hop. Des extraits de la chanson sont utilisés par DJ Hollywood, Eddie Cheeba et Lovebug Starski, Grandmaster Flash feat. Grandmaster Melle Mel et Sha Rock, Soulsonic Force, Grand Mixer DST, LL Cool J, Sir Mix-a-Lot, DJ Jazzy Jeff and the Fresh Prince, T La Rock, Bomb the Bass, Big Daddy Kane, Beastie Boys, Public Enemy, IAM, De La Soul, Boogie Down Productions, Fugees, Too $hort, Will Smith et Michael Jackson (Blood on the Dance Floor [Refugee Camp Mix]), parmi beaucoup d'autres.

## Dans les médias
Sauf indication contraire, les informations mentionnées dans cette section peuvent être confirmées par le générique de fin de l'œuvre audiovisuelle présentée ici, ainsi que par la base de données cinématographiques IMDb,  présente dans la section « Liens externes ».
- 2010 : Le Mac - bande originale